# Dunkleosteidae
Dunkleosteidae — родина плакодерм ряду Артродіри (Arthrodira). Існували протягом всього девонського періоду. Найбільшим та найвідомішим представником родини є Dunkleosteus terrelli. Раніше вважалася частиною родини Dinichthyidae, пізніші
дослідження показали, що її потрібно розділити на дві окремі родини. Це були м'ясоїдні хижаки, мали броньовані голови.

## Роди
- Dunkleosteus
- Eastmanosteus
- Golshanichthys
- Heterosteus
- Yinosteus
- Herasmius
- Kiangyousteus
- Xiangshuiosteus